# Comuna Stanislavca, Bârzula
Stanislavca (în ucraineană Станіславка, transliterat: Stanislavka) este o comună în raionul Bârzula, regiunea Odesa, Ucraina, formată din satele Iasînove, Padrețeve și Stanislavca (reședința).

## Demografie
Componența lingvistică a comunei Stanislavca
     Ucraineană (94,77%)
     Rusă (2,58%)
     Română (2,36%)
     Alte limbi (0,28%)
Conform recensământului din 2001, majoritatea populației comunei Stanislavca era vorbitoare de ucraineană (94,77%), existând în minoritate și vorbitori de rusă (2,58%) și română (2,36%).